# Limnoecetis tanganicae
Limnoecetis tanganicae là một loài Trichoptera trong họ Dipseudopsidae. Chúng phân bố ở vùng nhiệt đới châu Phi.